# هديب (سكاكا)
مركز هديب هو أحد مراكز مدينة سكاكا في منطقة الجوف، ويبعد قرابة 30 كم عن مدينة سكاكا، وقرابة 15 كم عن مركز صوير.

## السكان
يسكن في مركز هديب وفقاً لتعداد سنة 1431 للهجرة قرابة 2732 سعودي و333 غير سعودي.

## الخدمات

### الخدمات العامة
تتوفر في المركز خدمات أساسية وهي الماء والكهرباء، ومركز للشرطة، وخدمة الهاتف والإنترنت.

### الخدمات الصحية
لا يوجد في المركز أي مستشفى وأقرب مستشفى يبعد 15 كم ويقع في مركز صوير، ولكن يوجد به مركز للرعاية الصحية يشرف عليه طبيبان.

### الخدمات التعليمية
بالمركز ثلاث مدارس تعليم عام للذكور وثلاث للإناث، بالإضافة إلى ذلك يوجد بها مدرسة لرياض الأطفال ومدرستان لمحو الأمية واحدة للذكور والأخرى للإناث.